# José Jeová Souto Mota
José Jeová Souto Mota (Tamboril), é um político brasileiro, filiado ao PDT. Nas eleições de 2022, foi eleito deputado estadual pelo CE.